# BR-473
De BR-473 is een federale weg in de deelstaat Rio Grande do Sul in het zuiden van Brazilië. De weg is een verbindingsweg tussen São Gabriel en Santa Vitória do Palmar.
De weg heeft een lengte van 314 kilometer.

## Aansluitende wegen
- BR-290 en RS-630 bij São Gabriel
- RS-357
- BR-153 en BR-293 bij Bagé

Onderbroken
- RS-608 en RS-655 bij Herval
- RS-602
- RS-704
- RS-089
- BR-116
- BR-471

## Plaatsen
Langs de route liggen de volgende plaatsen:
- São Gabriel
- Bagé
- Aceguá

Onderbroken
- Herval
- Santa Vitória do Palmar